# Edward MacLiam
Edward "Ed" Wilson, más conocido como Edward MacLiam, es un actor irlandés. Entre sus trabajos destaca el papel de Greg Douglas en la serie Holby City.

## Biografía
En el 2001 se graduó de la prestigiosa escuela Royal Academy of Dramatic Art "RADA". 

## Carrera
Edward ha aparecido como invitado en series como Above Suspicion 2: The Red Dahlia', , Love Soup, The Last Detective, Waking the Dead, entre otros...
En el 2007 apareció en la serie The Bill donde interpretó a Robert Harvey durante el episodio "A Model Murder: Part 1", anteriormente apareció por primera vez en la serie en el 2004 donde interpretó a Howard Morgan en el episodio "223". Ese mismo año apareció como personaje recurrente en la exitosa serie británica EastEnders donde interpretó al doctor Jamie Stewart hasta el 2009.
En el 2010 se unió al elenco principal de la serie Holby City donde interpretó al Doctor Greg Douglas, hasta ahora. En el 2011 se anunció que Edward dejaría la serie en el 2012, su último episodio fue el 1 de mayo de 2012.
En el 2012 apareció como invitado en la serie médica Doctors donde interpretó a Carl Gardiner durante el episodio "Never Found". Anteriormente apareció por primera vez en la serie en el 2010 cuando interpretó a Michael Roth en el episodio "Shadow".
En marzo del 2013 se anunció que se había unido al elenco de la serie Big Thunder donde interpretaría al doctor Grant Carson, un brillante médico de finales del siglo diecinueve, sin embargo el episodio piloto no fue escogido.
En el 2014 apareció en varios episodios de la serie DCI Banks donde interpretó a David Hornby, el abogado de Martin Soames (Wayne Foskett), hasta el 2015.

## Filmografía

### Series de televisión
| Año         | Título                            | Personaje         | Notas                                |
| ----------- | --------------------------------- | ----------------- | ------------------------------------ |
| 2016        | Midsomer Murders                  | Noah Sawney       | episodio "Saints and Sinners"        |
| 2014 - 2015 | DCI Banks                         | David Hornby      | 5 episodios                          |
| 2015        | Ordinary Lies                     | Niall             | episodio # 1.3                       |
| 2015        | Cucumber                          | Gregory           | episodio "The Screwdriver"           |
| 2015        | Charlie                           | Ray MacSharry     | 2 episodios - miniserie              |
| 2013        | Big Thunder                       | Dr. Gavin Kelly   | -                                    |
| 2012        | Doctors                           | Carl Gardiner     | episodio "Never Found"               |
| 2010 - 2012 | Holby City                        | Dr. Greg Douglas  | 81 episodios                         |
| 2010        | Above Suspicion 2: The Red Dahlia | Richard Reynolds  | 2 episodios                          |
| 2007 - 2009 | EastEnders                        | Dr. Jamie Stewart | 7 episodios                          |
| 2008        | Love Soup                         | James             | episodio "Home"                      |
| 2007        | The Bill                          | Robert Harvey     | episodio "A Model Murder: Part 1"    |
| 2007        | The Last Detective                | Empresario        | episodio "The Dead Peasants Society" |
| 2007        | Waking the Dead                   | Joe MacDonagh     | 2 episodios                          |
| 2006        | Sugar Rush                        | Mark              | episodio # 2.2                       |
| 2006        | Heartbeat                         | Rick Driscoll     | episodio "Hostage to Fortune"        |
| 2005        | Murder in Suburbia                | Stuart            | episodio "Witches"                   |

### Películas
| Año  | Título                         | Personaje          | Notas                                                                                  |
| ---- | ------------------------------ | ------------------ | -------------------------------------------------------------------------------------- |
| 2014 | The Weather Report             | Ted Sweeney        | corto - junto a Marie Ruane                                                            |
| 2013 | Adored                         | -                  | corto - junto a Amy Lloyd, Sally Knyvette, Nicholas Banks, Sam Cox y Marcus Griffiths  |
| 2013 | Run & Jump                     | Conor              | junto a Sharon Horgan, Ruth McCabe, Brendan Morris y Ciara Gallagher                   |
| 2009 | The Turn of the Screw          | Peter Quint        | junto a Michelle Dockery, Dan Stevens, Corin Redgrave, Nicola Walker y Cameron Stewart |
| 2008 | Miss Conception                | Ben                | junto a Tom Ellis y Heather Graham                                                     |
| 2007 | Angel                          | Esposo de Angélica | junto a Jemma Powell                                                                   |
| 2006 | Kenneth Williams: Fantabulosa! | Oficial Ed         | junto a Michael Sheen                                                                  |
| 2005 | The Year London Blew Up: 1974  | Butler             | junto a Chris O'Dowd                                                                   |
| 2003 | Conspiracy of Silence          | Fitzpatrick        | junto a Jason Barry y Hugh Bonneville                                                  |

### Teatro
| Año  | Obra              | Personaje       | Director (a) | Teatro              | Notas                                                         |
| ---- | ----------------- | --------------- | ------------ | ------------------- | ------------------------------------------------------------- |
| 2008 | I'll Be the Devil | Capitán Farrell | Maria Aberg  | Tricycle Theatre    | junto a Billy Carter, John McEnery, Gerard Murphy y Tom Burke |
| 2008 | Liberty           | -               | -            | Shakespeare's Globe | junto a David Sturzaker                                       |

## Premios y nominaciones
| Año  | Categoría                      | Premio     | Película   | Resultado |
| ---- | ------------------------------ | ---------- | ---------- | --------- |
| 2014 | ''Best Supporting Actor - Film | IFTA Award | Run & Jump | Nominado  |